# Club Sportivo Cagliari 1928-1929
Questa voce raccoglie le informazioni riguardanti il Club Sportivo Cagliari nelle competizioni ufficiali della stagione 1928-1929.

## Rosa
| N. |                   | Ruolo | Calciatore          |
| -- | ----------------- | ----- | ------------------- |
|    | Italia (bandiera) | C     | Eretteo Aiello      |
|    | Italia (bandiera) | A     | Natale Archibusacci |
|    | Italia (bandiera) | C     | Antonio Argiolas    |
|    | Italia (bandiera) | C     | Agostino Costa      |
|    | Italia (bandiera) | D     | Giuseppe De Catto   |
|    | Italia (bandiera) | P     | Renato Dellacà      |
|    | Italia (bandiera) | D     | Raffaele Dessy      |
|    | Italia (bandiera) | A     | Emilio Fadda        |
|    | Italia (bandiera) | C     | Aldo Fradelloni     |

| N. |                     | Ruolo | Calciatore          |
| -- | ------------------- | ----- | ------------------- |
|    | Italia (bandiera)   | A     | Tonino Fradelloni   |
|    | Italia (bandiera)   | C     | Raffaele Giraud     |
|    | Italia (bandiera)   | A     | Salvatore Marcialis |
|    | Italia (bandiera)   | D     | Michele Puligheddu  |
|    | Italia (bandiera)   | A     | Antonio Risalbi     |
|    | Italia (bandiera)   | C     | Luigi Rocca         |
|    | Italia (bandiera)   | C     | Sergio Tartaglia    |
|    | Italia (bandiera)   |       | Traverso            |
|    | Ungheria (bandiera) | P     | Róbert Winkler      |